# Physalopteridae
Physalopteridae är en familj av rundmaskar. Enligt Catalogue of Life ingår Physalopteridae i ordningen Spirurida, klassen Secernentea, fylumet rundmaskar och riket djur, men enligt Dyntaxa är tillhörigheten istället ordningen Spirurida, klassen Adenophorea, fylumet rundmaskar och riket djur. Enligt Catalogue of Life omfattar familjen Physalopteridae 5 arter. 
Kladogram enligt Catalogue of Life och Dyntaxa:
| Physalopteridae | \| \| Physaloptera \| \| \| \| \| \| Proleptus \| \| \| \| |
|                 | \| \| Physaloptera \| \| \| \| \| \| Proleptus \| \| \| \| |
|                 | Acuariidae                                                 |
|                 |                                                            |
|                 | Anguillicolidae                                            |
|                 |                                                            |
|                 | Cystidicolidae                                             |
|                 |                                                            |
|                 | Dichelyne                                                  |
|                 |                                                            |
|                 | Drilonematidae                                             |
|                 |                                                            |
|                 | Filariidae                                                 |
|                 |                                                            |
|                 | Filarioidea                                                |
|                 |                                                            |
|                 | Gnathostomatidae                                           |
|                 |                                                            |
|                 | Gongylonematidae                                           |
|                 |                                                            |
|                 | Habronematidae                                             |
|                 |                                                            |
|                 | Onchocercidae                                              |
|                 |                                                            |
|                 | Setariidae                                                 |
|                 |                                                            |
|                 | Spirocercidae                                              |
|                 |                                                            |
|                 | Spiruridae                                                 |
|                 |                                                            |
|                 | Tetrameridae                                               |
|                 |                                                            |
|                 | Thelaziidae                                                |
|                 |                                                            |
|                 | Physaloptera                                               |
|                 |                                                            |
|                 | Proleptus                                                  |
|                 |                                                            |

|  | Physaloptera |
|  |              |
|  | Proleptus    |
|  |              |